# Jorge do Poeirinha
Jorge Poeirinha Ikeda (Tupã, 17 de maio de 1947) é um político brasileiro, filiado ao extinto PFL, atual Democratas, foi prefeito do município de Carapicuíba entre 1997 e 2000.

## Biografia
Jorge Ikeda, mais conhecido como Jorge do Poeirinha, filho dos imigrantes japoneses Kazo Ikeda e Suma Ikeda, Jorge é casado com Misue Ikeda com quem já teve dois filhos.
Comerciante com 26 anos de atuação em Carapicuíba, Poeirinha, dono da ETT Carapicuíba não demorou muito para entrar na política, entrou para o extinto PFL, partido pelo qual se elegeu com 72.000 votos, em 1997.

### Na Prefeitura
Durante seu mandato Poeirinha transformou o município em Comarca, e foi o responsável pelas Olimpíadas Estudantis.
Ikeda enfrentou também denúncias, a oposição a sua gestão, alegou que o prefeito havia abandonado o comando da ETT para escapar de uma cassação que ele teria de enfrentar, por suposto desvio de verbas da empresa.
Ikeda exerceu seu mandato de 1º de Janeiro de 1997 a 31 de dezembro de 2000, sendo o oitavo prefeito do município.